# Большие Кёльнские анналы
Большие Кёльнские анналы (лат. Annales colonienses maximi) — написанные на латинском языке XIII в. исторические заметки. Сохранились в рукописях XII—XIII вв. Охватывают период с 1 по 1237 гг. Содержат сведения по истории Франкского государства, Священной Римской империи и соседних стран.

## Издания
- Annales colonienses maximi / ed. K. Pertz // MGH, SS. Bd. XVII. Hannover. 1861, p. 723—847[2].

## Переводы на русский язык
- Большие кёльнские анналы (920—1096) в переводе И. М. Дьяконова на сайте Восточная литература

- Большие кёльнские анналы (1096—1114) в переводе И. М. Дьяконова на сайте Восточная литература